# Dunaalmás, Komárom-Esztergom
Dunaalmás  este un sat în districtul Tata, județul Komárom-Esztergom, Ungaria, având o populație de 1.454 de locuitori (2011). 

## Demografie
Componența etnică a satului Dunaalmás
     Maghiari (97,57%)
     Germani (1,1%)
     Necunoscut (1,02%)
     Slovaci (0,31%)
     Alții (1,02%)
Componența confesională a satului Dunaalmás
     Romano-catolici (31,22%)
     Reformați (24%)
     Fără religie (13,55%)
     Necunoscută (29,44%)
     Alte religii (3,09%)
Conform recensământului din 2011, satul Dunaalmás avea 1.454 de locuitori. Din punct de vedere etnic, majoritatea locuitorilor (97,57%) erau maghiari, cu o minoritate de germani (1,1%). Apartenența etnică nu este cunoscută în cazul a 1,02% din locuitori. Nu există o religie majoritară, locuitorii fiind romano-catolici (31,22%), reformați (24,0%) și persoane fără religie (13,55%). Pentru 29,44% din locuitori nu este cunoscută apartenența confesională.